# Christophe Galfard
Christophe Galfard, né le 30 mars 1976 à Paris, est un physicien et écrivain français.

## Biographie
Diplômé de l'École centrale Paris en 2000 et spécialisé en physique théorique, il obtient ensuite un Ph.D. à l'université de Cambridge sous la direction de Stephen Hawking. Il a co-publié avec ce dernier et Lucy Hawking Georges et les Secrets de l'univers en 2007,.
Il se consacre à l’écriture d’ouvrages scientifiques et de documentaires pour le grand public de manière divertissante (2 millions d’exemplaires vendus) et à des conférences (1 million de personnes contactées). A la télévision, il a été chroniqueur pour l’émission « 28 minutes » sur Arte et présentateur de documentaires. A la radio (France Inter, RTL), il est régulièrement invité pour déchiffrer l’actualité scientifique. Il est présentateur également pour des colloques de grandes marques (Cartier, Hermès, Remy Martin, Ariane Espace, Atos, Engie…) destinés aux collaborateurs et clients de ces sociétés pour une « évasion cosmique ». Des cabinets de conseils, d’avocats ainsi que des médecins, des universitaires font appel à ce type de prestation de vulgarisation de notre Univers.
Il publie par la suite la trilogie romanesque du Prince des nuages avec Le Blueberry (2009), Le Matin des trois soleils (2012) et La Colère du ciel et du vent (2013). En 2015, il publie L'Univers à portée de main, et en 2023, Voyage vers l’infini en profitant des découvertes du nouveau télescope spatial James Webb,,,.

## Œuvre

### TrilogieLe Prince des nuages
1. Le Blueberry, 2009  (ISBN 978-2-2661-8756-5).
2. Le Matin des trois soleils, 2012  (ISBN 978-2-2662-8756-2).
3. La Colère du ciel et du vent, 2013  (ISBN 978-2-2662-4303-2).

### SérieGeorges
La série a été coécrite avec Lucy et Stephen Hawking mais Christophe Galfard n'a participé qu'au premier tome (sur l'intrigue, la science et les images scientifiques).
1. Georges et les Secrets de l'Univers, Pocket Jeunesse, 2007 (George's Secret Key to the Universe, Doubleday, 2007).

### Autres
- L'Univers à portée de main, Flammarion, 2015, 432 p.  (ISBN 2081346516).
- E = mc2 : l'équation de tous les possibles, Flammarion, 2017, 144 p.  (ISBN 2081408511).
- Voyage vers l’infini, Michel Lafon, 2023, 248 p.  (ISBN 2749955254).
- La Vie à portée de main, Albin Michel, 2025, 560 p.  (ISBN 2226489517)

### Documentaires
- 2017 : En quête d'une nouvelle Terre de Davina Bristow.
- 2023 : De l'autre côté de la Lune de François-Xavier Vives